# Villemolaque
Villemolaque (em catalão:  Vilamulaca) é uma comuna francesa na região administrativa da Occitânia, no departamento dos Pirenéus Orientais. Estende-se por uma área de 6.00 km², com 1.380 habitantes, segundo o censo de 2018, com uma densidade de 230 hab/km².